# ОФК
Конфедерація футболу Океанії (англ. Oceania Football Confederation (OFC)) — одна з шести континентальних футбольних конфедерацій світу. Організація здійснює управління та контроль за футбольними структурами країн регіону, проводить кваліфікаційні турніри серед країн-членів конфедерації, для участі в Чемпіонатах світу.
Організація заснована в 1966 році. Засновниками виступили Австралійська футбольна федерація (зараз Футбольна федерація Австралії), Футбольна асоціація Нової Зеландії та Футбольна асоціація Фіджі. До 1 січня 2006 року членом ОФК була Австралія (тепер — член Азійської конфедерації футболу).

## Список членів
До складу конфедерації входять збірні команди таких країн:
| |
| - Американське Самоа - Вануату - Острови Кука - Кірибаті1 - Нова Каледонія - Нова Зеландія - Ніуе1 - Папуа Нова Гвінея - Самоа - Соломонові Острови - Таїті - Тонга - Тувалу1 - Фіджі |

1. Асоційовані члени ОФК (не є членами ФІФА).

## Турніри

### Національні
- Кубок націй ОФК

### Регіональні
- Кубок Ванток
- Кубок Меланезії
- Кубок Мікронезії
- Кубок Полінезії
- Тихоокеанські ігри
- Кубок Тихоокеанських ігор

### Клубні
- Ліга чемпіонів ОФК
- Кубок володарів кубків (неофіційний турнір)

### Жіночі
- Чемпіонат ОФК серед жіночих збірних команд

Також ОФК проводить молодіжні та юніорські чемпіонати, відбори на олімпіади, чемпіонати з футзалу та пляжного футболу.

## Команди ОФК на Чемпіонатах світу
- 1974 —  Австралія
- 1982 —  Нова Зеландія
- 2006 —  Австралія
- 2010 —  Нова Зеландія

Представники Океанії чотири рази виступали на чемпіонатах світу: Австралія у 1974 та 2006, Нова Зеландія у 1982 та 2010. І тільки у 2006 році їм вдалося подолати груповий етап.
ОФК — єдина конфедерація, яка не має гарантованої квоти на чемпіонат світу. У період з 1966 по 1982 роки відбіркова кампанія проходила спільно з азійською. З 1986 року, щоб вийти на чемпіонат світу, переможцю океанійського відбору доводиться зустрічатися в плей-оф з командою із іншої конфедерації. Востаннє, коли був відбір на ЧС-2018, цією командою стало Перу, яке посіло п'яте місце у південноамериканському відборі. З 2026 року Океанія матиме одну цілу квоту на чемпіонаті світу.
| ЧС        | Вийшли на ЧС  | Примітки                                                                     |
| --------- | ------------- | ---------------------------------------------------------------------------- |
| 1930-1962 | Ні            | Команди Океанії не брали участь                                              |
| 1966      | Ні            | Проводився спільно з азійським відбором; Австралія програла Північній Кореї. |
| 1970      | Ні            | Проводився спільно з азійським відбором; Австралія програла Ізраїлю.         |
| 1974      | Австралія     | Проводився спільно з азійським відбором; Австралія перемогла Південну Корею. |
| 1978      | Ні            | Проводився спільно з азійським відбором                                      |
| 1982      | Нова Зеландія | Проводився спільно з азійським відбором; Нова Зеландія перемогла Китай.      |
| 1986      | Ні            | Австралія програла Шотландії в плей-оф.                                      |
| 1990      | Ні            | Ізраїль (грав за Океанію з політичних мотивів) програв Колумбії в плей-оф.   |
| 1994      | Ні            | Австралія перемогла Канаду, далі програла Аргентині в плей-оф.               |
| 1998      | Ні            | Австралія програла Ірану в плей-оф.                                          |
| 2002      | Ні            | Австралія програла Уругваю в плей-оф.                                        |
| 2006      | Австралія     | Австралія перемогла Уругвай в плей-оф.                                       |
| 2010      | Нова Зеландія | Нова Зеландія перемогла Бахрейн в плей-оф.                                   |
| 2014      | Ні            | Нова Зеландія програла Мексиці в плей-оф.                                    |
| 2018      | Ні            | Нова Зеландія програла Перу в плей-оф.                                       |
| 2022      | Ні            | Нова Зеландія програла Коста-Ріці в плей-оф.                                 |